# Установа „Липовац”
| Установа „Липовац” |                                      |
|                    |                                      |
| Оснивач:           | Општина Алексинац                    |
| Основана:          | 1975.                                |
| Седиште:           | Липовац Алексинац, Србија            |
| Веб презентација   | https://www.ustanova-lipovac.edu.rs/ |
| Контакт:           | 018/617 707                          |

Установа за одмор и рекреацију деце „Липовац” је једна од јавних установа општине Алексинац, основана 1975. године.

## Историјат
Установа је смештена у Липовцу на обронцима Лесковика, на надморској висини од 400 метара у непосредној близини манастира Свети Стефан из 14. века. Основана је на темељима некадашње школе с краја 19. века, под називом Дом дечјег и омладинског одмаралишта „Браћа Стојановић”,који од 27. децембра 1991. године мења назив у данашњи. 
Преко 20 година Установа се бави организацијом рекреативне наставе, а за то време своје гостопримство понудила је великом броју деце и омладине. Пуних десет година објекти установе функционисали су као колективни центар за избеглице, од 1992. до 2002. године. Поновно успостављање рекреативне наставе започело је крајем 2002. године после генералне реконструкције објекта.

## Услуге установе
Поред рекреативне наставе (настава у природи или школа у природи) Установа своје услуге пружа и следећим корисницима:
- планинарима (планарска акција успон на Лесковик 1174м),
- извиђачмаи (смотре извиђача),
- одржавање ликовне колоније (дечја и за одрасле),
- књижевне песничке колоније,
- спортским екипама,[1]
- организација научних скупова (200 год. Делиградске битке, Међународни конгрес пчелара),
- разним невладиним организацијама,
- духовне академије,
- разним рекреативним групама (углавном синдикати),
- Факултет ветеринарске медицине из Београда (наставна пракса из предмета пчеларство).

У задњих пар година све више је популаран духовни туризам због близине манастира.

## Туристичко информативни центар
У склопу установе ради Туристичко информативни центар као извор валидних информација о туристичкој понуди Општине Алексинац, смештајним капацитетима, саобраћајним везама, локацији и радним временом значајних институција. Такође овде се може информисати о културно-туристичким дешавањима у селима општине Алексинац, као и о привредном развоју града.